# ورزشگاه ملی بوکیت جلیل
ورزشگاه ملی بوکیت جلیل (انگلیسی: Bukit Jalil National Stadium) یک ورزشگاه چند منظوره در کوالا لامپور، مالزی است.
این ورزشگاه که در سال ۱۹۹۶ تأسیس شده دارای ۸۷٬۴۱۱ ظرفیت می‌باشد و میزبان جام ملت‌های آسیا ۲۰۰۷ بوده است.

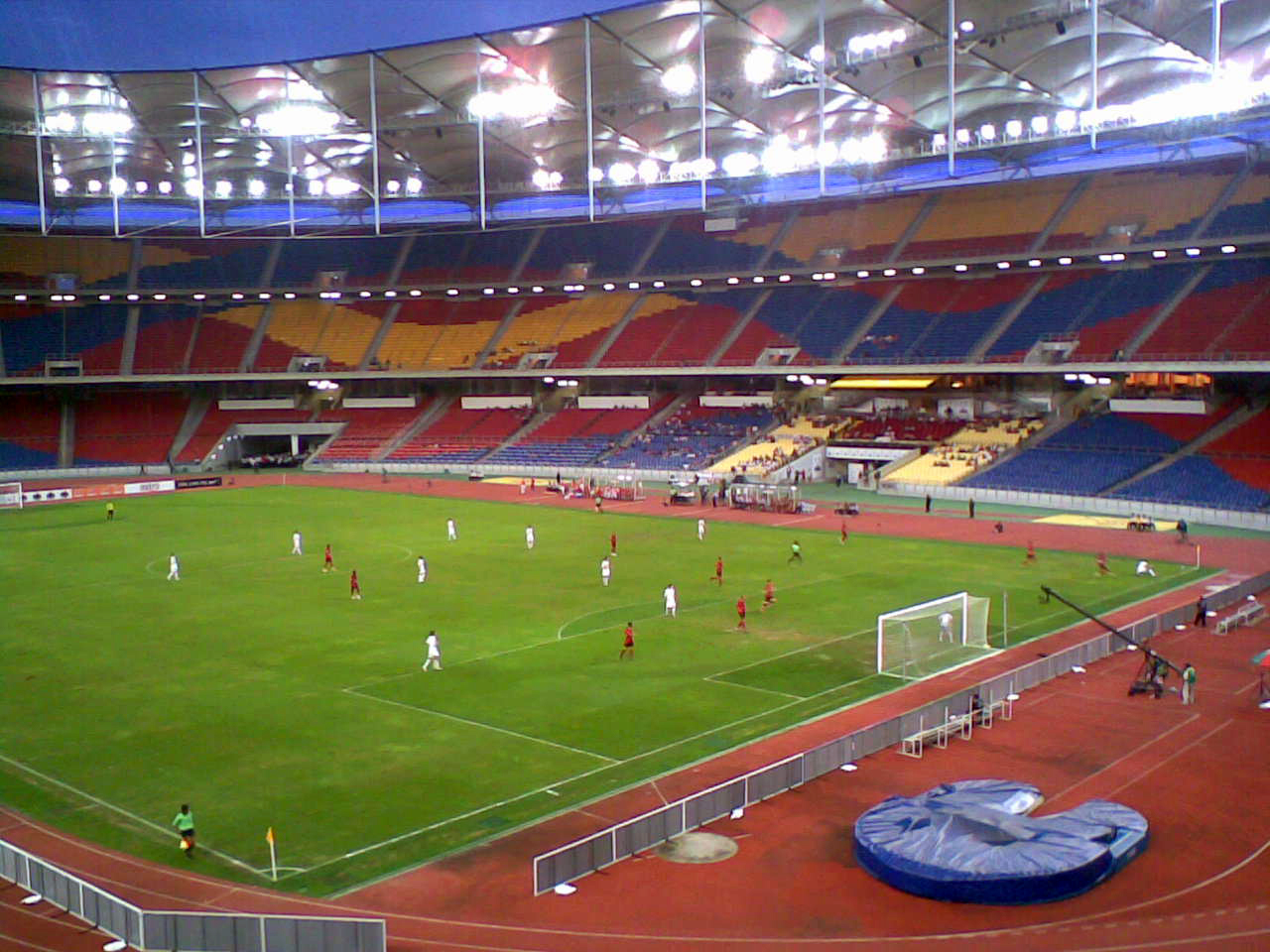
نمایی از داخل ورزشگاه